# Zastawie (Suchanówko)
Zastawie – część wsi Suchanówko w Polsce położona w województwie zachodniopomorskim, w powiecie stargardzkim, w gminie Suchań, położona 2,5 km na wschód od Suchania (siedziby gminy) i 22 km na południowy wschód od Stargardu (siedziby powiatu).
W latach 1975–1998 miejscowość należała administracyjnie do województwa szczecińskiego.